# Omaha Lancers
Omaha Lancers är ett amerikanskt juniorishockeylag som spelar i United States Hockey League (USHL) sedan 1986 när laget grundades. De flyttades dock 2002 till Council Bluffs i Iowa och var River City Lancers. Två år senare bytte de tillbaka till det gamla lagnamnet trots att laget spelade kvar i Iowa fram till 2009 innan de flyttades tillbaka till Omaha. De spelar sina hemmamatcher i Ralston Arena, som har en publikkapacitet på 4 000 åskådare vid ishockeyarrangemang, i Ralston i Nebraska. Lancers har vunnit fem Anderson Cup, som delas ut till det lag som vinner USHL:s grundserie, för säsongerna 1989–1990, 1992–1993, 2001–2002, 2004–2005 och 2007–2008 och sju Clark Cup, som delas ut till det lag som vinner USHL:s slutspel, för säsongerna 1989–1990, 1990–1991, 1992–1993, 1993–1994, 1997–1998, 2000–2001 och 2007–2008.
De har fostrat spelare som Casey Bailey, Keith Ballard, Jakob Forsbacka-Karlsson, Martin Hanzal, Erik Haula, Justin Holl, Justin Johnson, Louis Leblanc, Alex Lyon, Ryan Malone, Mark Olver, Will O'Neill, Mike Peluso, Nick Petrecki, Tucker Poolman, Trevor Smith och Patrick Wiercioch.